# Chiesa di San Giuseppe (Torre del Lago)
La chiesa di San Giuseppe è la chiesa parrocchiale di Torre del Lago Puccini, frazione di Viareggio in provincia di Lucca. Si trova sull'angolo di Viale Puccini e via Aurelia 165. È una delle più belle e antiche del territorio, affrescata sia in facciata sia all'interno dal pittore torrelaghese Ferruccio Orlandi (1897-1975).

## Descrizione
La chiesa, risalente alla fine del settecento, è caratterizzata da una facciata a salienti in stile neorinascimentale, la classica forma a croce latina, con tre navate e il transetto.
La parte centrale è conclusa da un frontone triangolare affrescato, sorretto da paraste binate, e al centro si apre il portone d'ingresso principale. Ai lati gli ingressi secondari. Sul transetto sinistro si apre un altro ingresso, che da su Viale Giacomo Puccini.  
L'interno dell'edificio è costituito da tre navate con cinque campate, il transetto è un capocroce composto da una navata rettangolare e un'abside. La navata centrale è coperta da una volta a botte, quelle laterali da volte a crociera.  
Sopra il transetto si innalza una cupola, dipinta internamente. Alte finestre con vetri colorati lasciano filtrare la luce. Le navate, il transetto e la parte superiore all'altare sono decorati con grandi e luminosi affreschi, opera di Ferruccio Orlandi. 

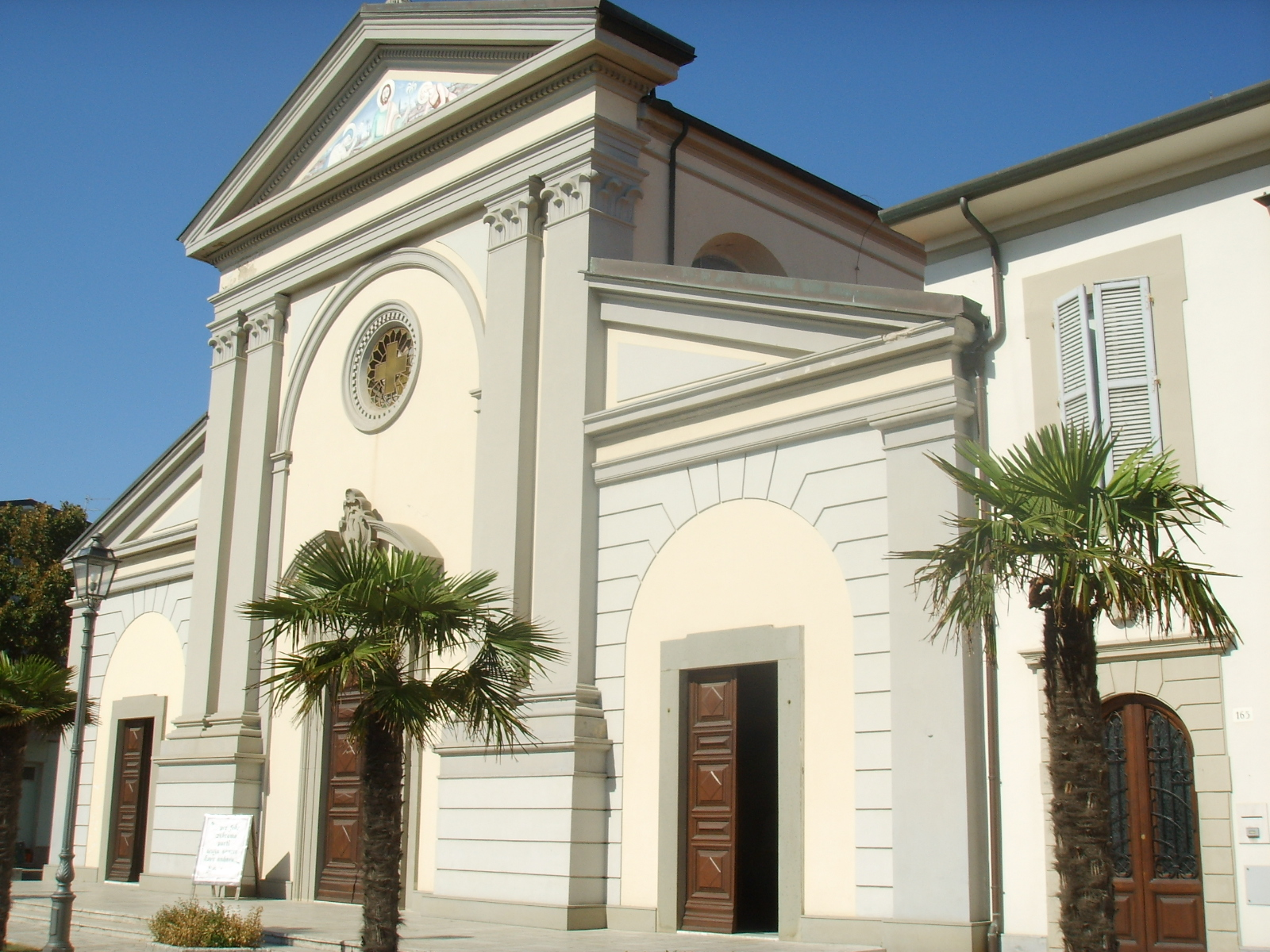
La facciata

## Storia
In questa zona, un tempo facente parte della parrocchia di Quiesa, esisteva solo un oratorio di San Giuseppe, nei pressi del lago. La popolazione cresceva molto rapidamente e di conseguenza aumentava il numero di nati e morti, i quali dovendo ricevere i sacramenti della religione cattolica, venivano trasportati o nella chiesa di Viareggio, o in quella di Quiesa, dall'altra parte del lago. Era necessaria perciò la costruzione di una nuova chiesa in quel territorio: il luogo scelto fu all'incrocio fra la via Regia che da Viareggio conduceva a Pisa e fra la via che conduceva dal lago al mare.  
Il 4 Luglio 1774 dopo aver delimitato i territori per il cimitero e la canonica, iniziarono i lavori di costruzione. Nel 1776, a spese dei padri certosini di Farneta, venne costruita la nuova chiesa, che appartenne alla diocesi di Pisa fino al 1789. Era assai piccola, con una sola navata e il cimitero nel terreno retrostante. 

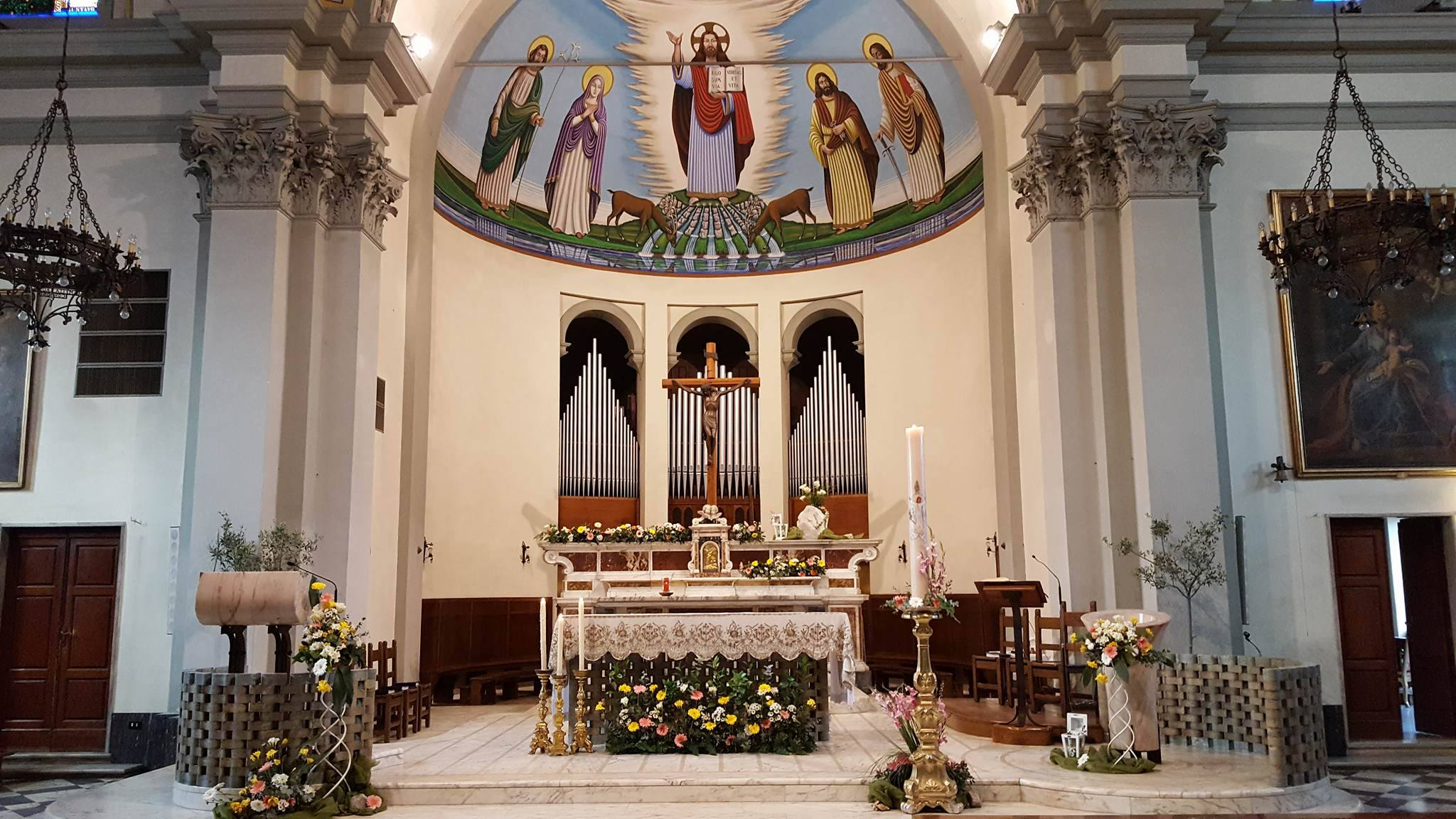
L'altare

A causa dell'epidemia di colera nel 1854 e dell'ingente numero di vittime, venne costruito un nuovo cimitero distante dal centro del paese, luogo in cui si trova tutt'oggi. Nel 1878 fu ingrandita con due piccole navate laterali, evento testimoniato e ricordato da una lapide posta nell'ala destra del transetto. Questo a causa del crescere costante della popolazione e dello svilupparsi del piccolo paese. All'epoca si trovava all'angolo con la Via per Pisa (oggi statale Aurelia) e la Via Dinelli (oggi viale Giacomo Puccini e viale Garibaldi). Nel 1904 venne costruito il primo campanile. La cupola fu costruita dopo il 1918. Nel 1924 morì a Bruxelles il compositore torrelaghese Giacomo Puccini. I funerali vennero celebrati anche a Torre del Lago a fine novembre 1926, nella chiesa di San Giuseppe. Un lungo corteo funebre attraversò le strade del paese fino alla sua villa, dove fu sepolto.   
Durante gli anni della seconda guerra mondiale, il paese fu testimone di distruzione e abbandono, in particolare dai pesanti bombardamenti che colpivano la vicina città di Viareggio e lo snodo ferroviario. Lo sfollamento del paese fu quasi totale, accelerato ancor più con l'occupazione tedesca. Le truppe tedesche in ritirata, qualche mese più tardi, minarono e fecero crollare il campanile, distruggendo la parte retrostante della chiesa e l'altare (8 settembre 1944).   
Nel 1951 si completò la ricostruzione delle parti distrutte e del nuovo campanile, che nel 1955 venne arricchito di un orologio donato dal Comune di Viareggio. Il 10 Febbraio 1963 fu decisa la costruzione di nuovi locali parrocchiali. Dopo circa due anni, l'elegante costruzione fu completata, e ancora oggi s'innalza di fianco alla chiesa. Nel 1966 venne acquistata una statua di San Giuseppe, mentre nel Dicembre 1972 fu inaugurato il nuovo altare, dotato di ambone e fonte battesimale. Una nuova ristrutturazione avvenne nel 1976.  
Nuova ristrutturazione delle facciate del campanile nel 2020, mentre nel 2024 è stato portato avanti il restauro delle sale parrocchiali con l'aggiunta di pannelli fotovoltaici e nuovi impianti di riscaldamento.  

## Il campanile
Il 23 Maggio del 1909 venne ultimato per volontà di don Michelucci il primo campanile, di colore rosso mattone che poggiava su una base alta di pietre, dotato di una terrazza con parafulmine. Durante l'epoca fascista venne aggiunta alle due campane una sirena, che suonava sul paese ogni qual volta era organizzata un'adunata o un'assemblea pubblica. Con l'occupazione tedesca, durante il secondo conflitto mondiale, fu utilizzato come torre di osservazione dai soldati per quelle zone a sud di Viareggio.  

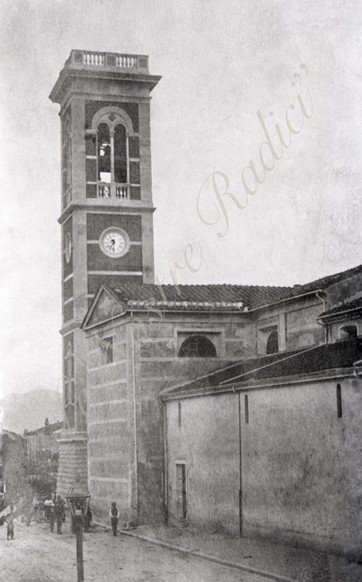
Il primo campanile (1908-1944)

Venne fatto crollare dai soldati tedeschi in ritirata, assieme a parte della chiesa, nel settembre 1944. Per un bel periodo la chiesa fu dotata di una torre campanaria provvisoria in legno, nei pressi delle attuali sale parrocchiali. La riparazione dei gravissimi danni venne conclusa nel 1951, quando venne riconsacrata la chiesa (8 settembre). Il nuovo campanile in pochi mesi fu ricostruito, dall'alto del quale oggi si possono udire ben cinque campane: tre grandi e due piccole, fuse dalla fonderia Magni di Lucca nel dopoguerra. Nella parte bassa del nuovo campanile fu posta una lapide con su scritto:  
AEDIFICATA INCOLARUM LOCI PIETATE 
A.D. MCMIX
FONDITUS TEUTORUM RABIE DIRUTA
ANTE DIEM VI id septembres MCMXLIV
HAEC TURRIS SACRA ITERUM EXTAT
REI PUBLICAE SUMPTU 
A.D. MCMLI
PONTIFICATUS PII XII, ANNO XI
Che significa in italiano: Questa sacra torre, per opera degli abitanti del luogo edificata l'anno del signore 1909, distrutta dalle fondamenta dalla ferocia tedesca L'otto settembre 1944, di nuovo s'innalza a spese della repubblica l'anno del signore 1951, anno undicesimo del pontificato di Pio XII.
Nell'anno 2020 è stata effettuata una ristrutturazione delle facciate campanile con l'aggiunta dell'impianto di illuminazione.

## Opere
Sul lato sinistro, che dà su viale Giacomo Puccini è presente un grande bassorilievo (denominato Bassorilievo per la Liberazione) dedicato anche a Velio Bini e Lelio Gori, opera di Serafino Beconi, a testimonianza delle crudeltà e delle atrocità subite dalla popolazione torrelaghese nel corso del secondo conflitto mondiale. Le varie formelle raffigurano delle scene ben precise, ad esempio lo sfollamento, la Messa nella palude, un rifugio antiaereo, il campanile della chiesa crollato, un funerale, la razzia del bestiame, i deportati, un mitragliamento, e l'arrivo dei militari americani.   
Sulla facciata, sopra l'altare, e all'interno della cupola sono presenti numerosi affreschi e pitture a opera di Ferruccio Orlandi nella metà degli anni cinquanta, restaurati dal figlio Lanfranco negli anni novanta. Sopra il portone centrale, è presente un dipinto raffigurante l’ultima cena, sempre ad opera di Lanfranco Orlandi donato alla chiesa parrocchiale.
L'organo fu donato da Antonio Puccini, nel 1929, purtroppo danneggiato durante il crollo del campanile, ma che risistemato è ancora oggi in funzione.